# Gustavo Battaglia
Gustavo Andrés Battaglia Benítez (Buenos Aires, Argentina, 26 de julio de 1967) es un guitarrista de tango y compositor argentino conocido artísticamente como Gustavo Battaglia y residente en Barcelona, España, desde 1994.

## Trayectoria artística
Gustavo Battaglia se acerca a la guitarra a los cuatro años en el ambiente de una familia de músicos, aprendiendo los primeros acordes de sus tíos guitarristas y de su hermano, el músico Gabriel Battaglia. Comienza sus estudios de guitarra clásica con el profesor José Luís Merlín; realiza cursos de armonía, composición y rítmica con el guitarrista peruano Lucho González y se especializa en Tango con el maestro Héctor Curto y en Folclore con el músico Pablo Trosman. Desarrolla una intensa labor como acompañante de cantantes de tango: Fernando Ríos Palacio, Rodrigo Flores, Mayte Caparrós, Elba Picó, Bibi González, Analía Carril, Magali Fontana y Silvina Laura entre otros. Junto al bandoneonista Marcelo Mercadante, introduce en el tango argentino al cantaor Miguel Poveda.
Residente en Barcelona desde 1994, forma parte de diversas agrupaciones, entre las que cabe destacar el "Trío Argentino de Tango", con Marcelo Mercadante al bandoneón y Andrés Serafini en bajo eléctrico, con el que graba dos discos: T.A.T. y Revolucionario, y realiza conciertos en locales, teatros y festivales en toda Europa y parte de África, el trío ha vendido más de 10.000 copias de sus registros. 
Crea y dirige los tríos "Capicúa", "El Entre" y participa junto a sus hermanos Gerardo Battaglia (percusión) y Gabriel Battaglia (guitarra) en el grupo "Los Hermanos Battaglia". Es convocado como director musical y guitarrista en diversos espectáculos de tango de pequeño, mediano y gran formato.

## Discografía
- Umbrales, Gustavo Battaglia con Sandra Rehder (Nómada 57, 2014)
- Justamente con Marcelo Mercadante y su Quinteto Porteño, 2014.
- Tachar nostalgias (Nuba Records), 2009.
- Desde mi arrabal con Fernando Ríos Palacio, 2009.
- Suburbios del alma con Marcelo Mercadante (Acqua Records), 2007.
- Travels en bandoneón (Auva Música), 2004.
- Revolucionario (Gemecs), 1996.
- Trío Argentino de Tango (T.A.T.) (Gemecs), 1995.